# Ingrid Lempereur
Ingrid Lempereur (n. 26 iunie 1969, Messancy, Valonia, Belgia) este o înotătoare ce a reprezentat Belgia, medaliată olimpică. A participat la 2 ediții ale Jocurilor Olimpice (1984, 1988) în care a câștigat o medalie de bronz.